# Les Ressuintes
Les Ressuintes é uma comuna francesa na região administrativa do Centro, no departamento Eure-et-Loir. Estende-se por uma área de 7,18 km². Em 2010 a comuna tinha 126 habitantes (densidade: 17,5 hab./km²).